# Peder Skau
Peder Skau (født 5. juni 1825 i Sommersted, død 7. marts 1917) var landmand, gårdejer og politiker i Sønderjylland. Han var Laurids Skaus yngre bror og oplevede derfor de nationale stemninger i Sønderjylland på nærmeste hold. Disse sønderjyske og nationale interesser kæmpede han for hele livet.
Han var elev på det første hold på Rødding Højskole, hvor han var fra 1844 til 1846, og var her stærkt inspireret af Christian Flor. Skau bidrog til de nationale stemninger i Sønderjylland, via hans mange forskellige tillidshverv og foredrag landet over.
Da amtsrådet blev oprettet 1858, blev Skau valgt som medlem og fortsatte medlemskabet indtil han blev over 80 år.
I 1848 var han medlem af det private efterretningsvæsen, hvilket medførte han blev holdt under opsyn og gentagne gange arresteret for spionage.
Peter Skau holdt i december 1864 en tale for Christian 9. i Kolding, hvor han sagde:
| Citat | Skulle det komme dertil, at befolkningernes ønske skulle få nogen betydning ved vore skæbnes endelige afgørelse, da beder vi trøstig Deres Majestæt være overbevist om, at det skal vise sig, at kærligheden til vort gamle fædreland har dybe rødder i den slesvigske befolknings hjerter. | Citat |
|       | |       |

Talen rører ved idéen om "folkenes selvbestemmelsesret".
Dette virkeliggjordes ved Genforeningen i 1920, hvor midlertidig landråd P.J. Refshauge citerede talen den 10. juli 1920, da Christian 10. red over den gamle grænse. Da han 1868 blev valgt til medlem af provinslanddagen i Rendsborg hævdede han Nordslesvigs (Sønderjyllands) særstilling og interesser i en lang årrække.
Fra 1868 til 1888 var Peter Skau dansk repræsentant i den slesvig-holstenske provinslanddag og i provstisynoden, hvor han fik gennemført, at dansksindede medlemmer fik ret til at benytte deres danske modersmål. Dette skete bl.a. ved talrige foredrag over hele landet.
Desuden var Peter Skau, sammen med I.P. Junggreen og Gustav Johannsen medstifter af Sprogforeningen i 1880 og fra 1889 indtil sin død, medredaktør af Sønderjyske Årbøger.
Ud over deltagelsen i de nationale foreningers oprettelse, var Skau medlem af de 47s deputation og var her med til at sætte den politiske kurs i forhold til sønderjydernes kamp for bevarelse af deres nationalitet.
21. juli 1921 blev der på Skamlingsbanken indviet et mindemærke for ham.
Peder Skaus portræt hænger på Folkehjem i Åbenrå
- Portræt malet af Agnes Smidt
- Buste på Skamlingsbanken
- Mindesten ved fødegården